# Cindy Breakspeare
Cindy Breakspeare (Cynthia Jean Cameron Breakspeare, Toronto, 24 de outubro de 1954) é uma rainha da beleza jamaicana coroada Miss Mundo 1976.
Foi a segunda de seu país a vencer esta competição, atrás de Carole Joan Crawford, que havia vencido em 1963. 
Ela teve um longo relacionamento com o cantor Bob Marley, com o qual teve um filho, Damian Marley.

## Biografia
Breakspeare nasceu no Canadá, filha de pai jamaicano, Louis Breakspeare, e mãe canadense, Marguerite Cochrane, e mudou-se com a família para a Jamaica quando tinha apenas 4 anos de idade. Tem três irmãos e uma irmã.
Foi modelo, é cantora, música de jazz e decoradora. 
Relacionamento com Bob Marley
Logo após terminar seus estudos, ela começou a se relacionar romanticamente com Bob Marley, mas após vencer o Miss Mundo, como exigência de seu contrato, morou por um ano na Inglaterra, ficando por longos períodos afastada do cantor, de quem ficou grávida em 1977.
Bob, no entanto, jamais se separou de sua esposa, Rita, e Cindy revelou numa entrevista em 2014 que as duas mulheres jamais se enfrentaram e que inicialmente ela não sabia que Bob era casado.

## Participação no Miss Mundo
Quando Cindy participou do Miss Mundo em 1976, a Jamaica vivia uma convulsão política e social, então poucos esperavam sua vitória. No entanto, ela venceu outras 59 concorrentes no concurso realizado em Londres.
Em 2015, Cindy revelou numa entrevista que ser Miss Mundo mudou toda sua vida. "Ser Miss Mundo abriu muitas portas e ampliou minhas ideias e valores."

## Vida após os concursos de beleza
Após coroar sua sucessora, voltou para a Jamaica e ficou grávida de Bob em 1977.
Bob, no entanto, jamais se separou de sua esposa e em 1981 Cindy casou-se com Tom Tavares-Finson com quem teve outro filho, Christian, e de quem se separou em 1995. Atualmente é casada com Rupert Bent.
Em 1979 ela abriu seu próprio negócio, uma loja de artesanato chamada Ital Craft, e atualmente também trabalha com decoração de interiores.
Cindy esteve no Brasil em 2014, mais especificamente no Carnaval de Florianópolis, Santa Catarina.

## Curiosidade
Bob escreveu a canção "Turn Your Lights Down Low" (1977) para Cindy.